# 여천군수
여천군수는 전라남도 여천군의 군수이다. 과거 대한민국에 존재했던 기초자치단체장이다. 1998년 여천군과 여천시 지역이 여수시로 통합되면서 폐지되었다.

## 역대 여천군수
| 선출 방식 | 대수 | 이름   | 임기                      |
| --------- | ---- | ------ | ------------------------- |
| 관선      | 초대 | 정재완 | 1945년 12월 ~ 1947년 12월 |
| 관선      | 2대  | 김문평 | 1947년 2월 ~ 1948년 5월   |
| 관선      | 3대  | 장성필 | 1948년 5월 ~ 1948년 12월  |
| 관선      | 4대  | 김철주 | 1948년 12월 ~ 1950년 5월  |
| 관선      | 5대  | 김용기 | 1950년 5월 ~ 1952년 1월   |
| 관선      | 6대  | 양승언 | 1952년 1월 ~ 1953년 6월   |
| 관선      | 7대  | 김기용 | 1953년 6월 ~ 1954년 10월  |
| 관선      | 8대  | 차새영 | 1954년 10월 ~ 1955년 8월  |
| 관선      | 9대  | 이시형 | 1955년 8월 ~ 1957년 4월   |
| 관선      | 10대 | 백남복 | 1957년 4월 ~ 1960년 5월   |
| 관선      | 11대 | 이복량 | 1960년 5월 ~ 1961년 6월   |
| 관선      | 12대 | 김태삼 | 1961년 6월 ~ 1961년 6월   |
| 관선      | 13대 | 김달근 | 1961년 6월 ~ 1962년 3월   |
| 관선      | 14대 | 이채섭 | 1962년 3월 ~ 1962년 7월   |
| 관선      | 15대 | 김재호 | 1962년 7월 ~ 1962년 11월  |
| 관선      | 16대 | 송돈효 | 1962년 11월 ~ 1964년 4월  |
| 관선      | 17대 | 황갑손 | 1964년 4월 ~ 1966년 2월   |
| 관선      | 18대 | 김태삼 | 1966년 2월 ~ 1968년 2월   |
| 관선      | 19대 | 정상열 | 1968년 6월 ~ 1970년 3월   |
| 관선      | 20대 | 이준호 | 1970년 3월 ~ 1971년 8월   |
| 관선      | 21대 | 박남칠 | 1971년 8월 ~ 1974년 1월   |
| 관선      | 22대 | 김홍영 | 1974년 1월 ~ 1975년 9월   |
| 관선      | 23대 | 김장술 | 1975년 9월 ~ 1976년 9월   |
| 관선      | 24대 | 김우곤 | 1976년 9월 ~ 1978년 8월   |
| 관선      | 25대 | 김재수 | 1978년 8월 ~ 1980년 8월   |
| 관선      | 26대 | 정영식 | 1980년 8월 ~ 1982년 4월   |
| 관선      | 27대 | 이종옥 | 1982년 4월 ~ 1984년 5월   |
| 관선      | 28대 | 정광선 | 1984년 6월 ~ 1985년 9월   |
| 관선      | 29대 | 박웅   | 1985년 9월 ~ 1986년 12월  |
| 관선      | 30대 | 이정균 | 1986년 12월 ~ 1988년 6월  |
| 관선      | 31대 | 김명동 | 1988년 6월 ~ 1989년 12월  |
| 관선      | 32대 | 이기봉 | 1989년 12월 ~ 1990년 9월  |
| 관선      | 33대 | 조향규 | 1990년 10월 ~ 1993년 3월  |
| 관선      | 34대 | 송득영 | 1993년 3월 ~ 1994년 5월   |
| 관선      | 35대 | 서재관 | 1994년 5월 ~ 1994년 12월  |
| 관선      | 36대 | 기갑서 | 1995년 1월 ~ 1995년 6월   |
| 민선      | 37대 | 정근진 | 1995년 7월 ~ 1996년 6월   |
| 민선      | 38대 | 주승용 | 1996년 8월 ~ 1998년 3월   |

## 같이 보기
- 여천군
- 여천군수 선거
- 여천시장
- 여수시장